# Elżbieta Krysińska
Eliza Krysińska-Niedzielska, zw. Elżbieta (ur. 26 stycznia 1928 w Starobrzeskiej Kolonii, zm. 3 grudnia 2018 w Warszawie) – polska lekkoatletka, specjalistka pchnięcia kulą oraz wioślarka, olimpijka.

## Życiorys
Startowała na igrzyskach olimpijskich w 1952 w Helsinkach, gdzie odpadła w eliminacjach pchnięcia kulą.

Nie zdobyła medalu mistrzostw Polski na stadionie. Zajęła w finale pchnięcia kulą 4. miejsce w 1952, 5. miejsce w 1950, 1953 i 1955 oraz 7. miejsce w 1954. Była brązową medalistką w hali w 1951.

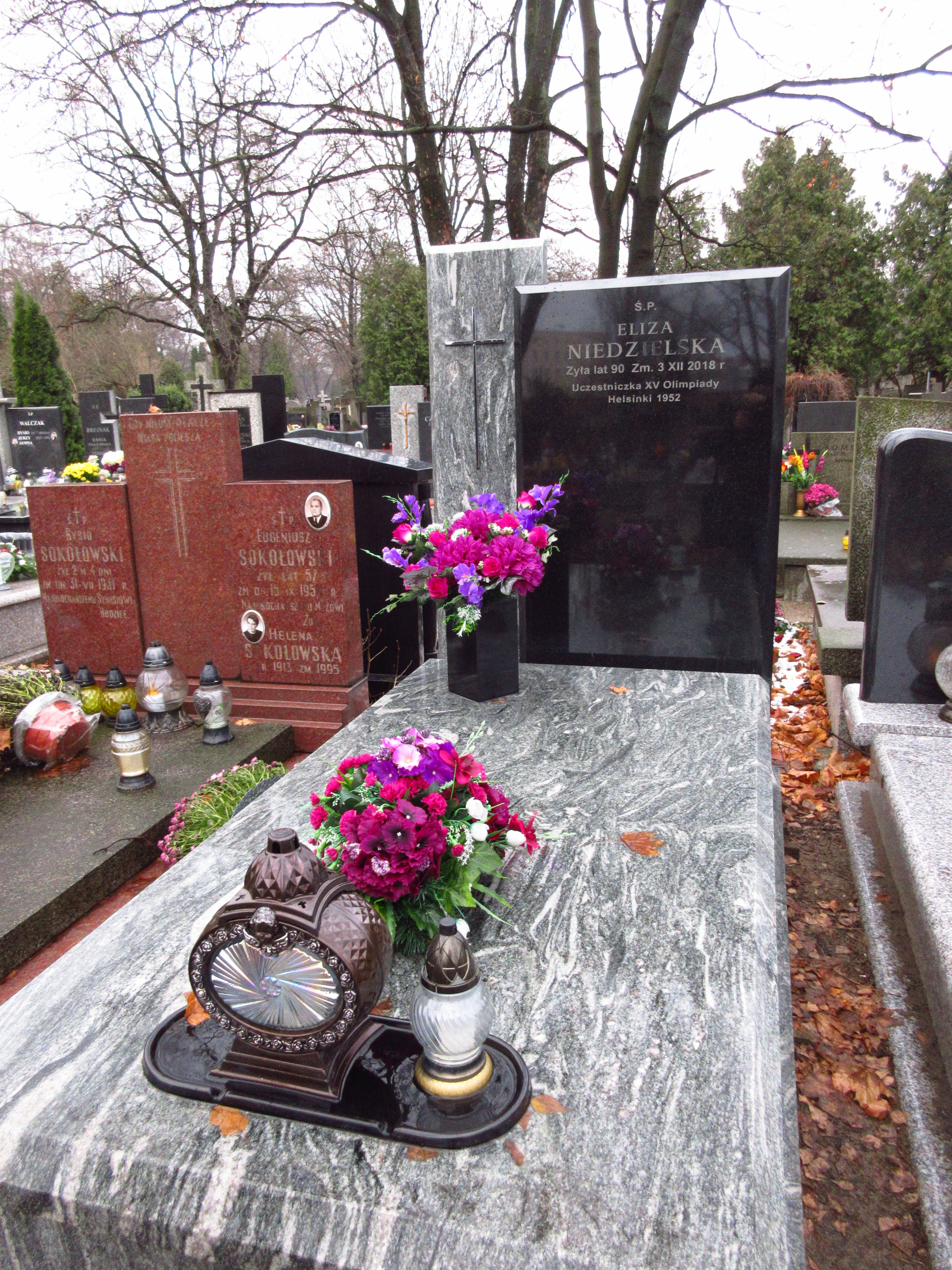
Grób Elizy (Elżbiety) Krysińskiej-Niedzielskiej na cmentarzu Bródnowskim.

Rekord życiowy w pchnięciu kulą – 12,85 m (12 czerwca 1952 w Krakowie).
Była zawodniczką Spójni Warszawa (1960-1955) i Sparty Warszawa (1956-1964).
Jako wioślarka AZS Warszawa reprezentowała Polskę na mistrzostwach Europy w czwórkach ze sternikiem w Duisburgu (1957) (5. miejsce) i w Poznaniu (1958) (4. miejsce).
Została pochowana na cmentarzu Bródnowskim w Warszawie (kwatera 79F-4-7).

## Życie prywatne
Miała dwie córki: Iwonę i Elżbietę, czworo wnucząt: Cezary i Weronika Traczowie, Dominika i Wojciech Przewodowscy.